# Енв'є
Енв'є (італ. Envie, п'єм. Envìe) — муніципалітет в Італії, у регіоні П'ємонт,  провінція Кунео.
Енв'є розташований на відстані близько 520 км на північний захід від Рима, 50 км на південний захід від Турина, 37 км на північний захід від Кунео.
Населення — 2078 осіб (2014).
Щорічний фестиваль відбувається 26 квітня. Покровитель — San Marcellino.

## Демографія
Населення за роками:

Станом на 1 січня 2023 року в муніципалітеті офіційно проживало 180 іноземців з 19 країн, серед них 29 громадян країн Євросоюзу.

## Сусідні муніципалітети
- Бардже
- Ревелло
- Ріфреддо
- Санфронт